# Ponte di Donghai
Il ponte di Donghai (cinese 東海大橋T, 东海大桥S, Dōnghǎi DàqiáoP, lett. "ponte del mar Cinese Orientale") è un ponte cinese considerato tra i ponti marittimi più lunghi del mondo.

## Storia
Fu completato il 10 dicembre 2005.

## Struttura
Ha una lunghezza totale di 32,5 km e collega il distretto di Pudong di Shanghai sulla terraferma con il porto in acque profonde di Yangshan nella contea di Shengsi, nello Zhejiang. La maggior parte del ponte è un viadotto a basso livello.
Ci sono anche sezioni strallate per consentire il passaggio delle grandi navi, la maggiore delle quali con una campata di 420 m. Il ponte di Donghai fa parte dell'autostrada S2 Shanghai–Luchaogang Expressway nel 2006.
Il ponte ha una superstrada lunga e stretta e non ammette veicoli che non soddisfino i requisiti di peso.

## Progetti
Il 29 gennaio 2014, le autorità responsabili della pianificazione urbanistica di Shanghai annunciarono che avrebbero costruito un secondo ponte che combinerà strada e ferrovia per aiutare a soddisfare le domande crescenti di trasporti per il porto in acque profonde di Yangshan.

## Galleria d'immagini

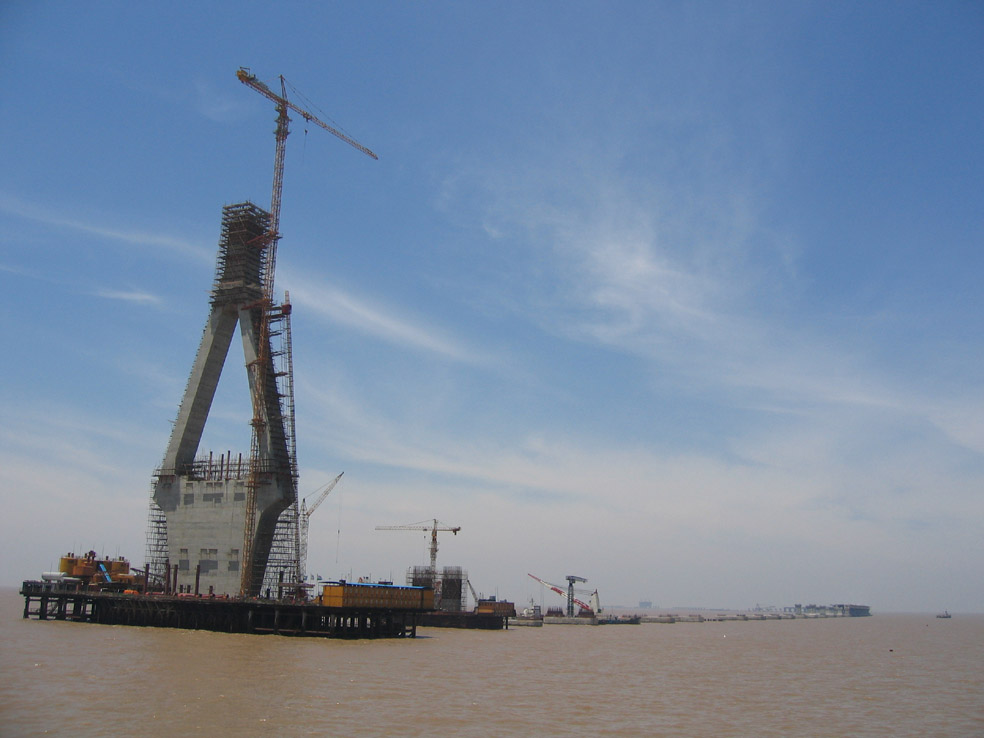
Ponte di Donghai in fase di costruzione
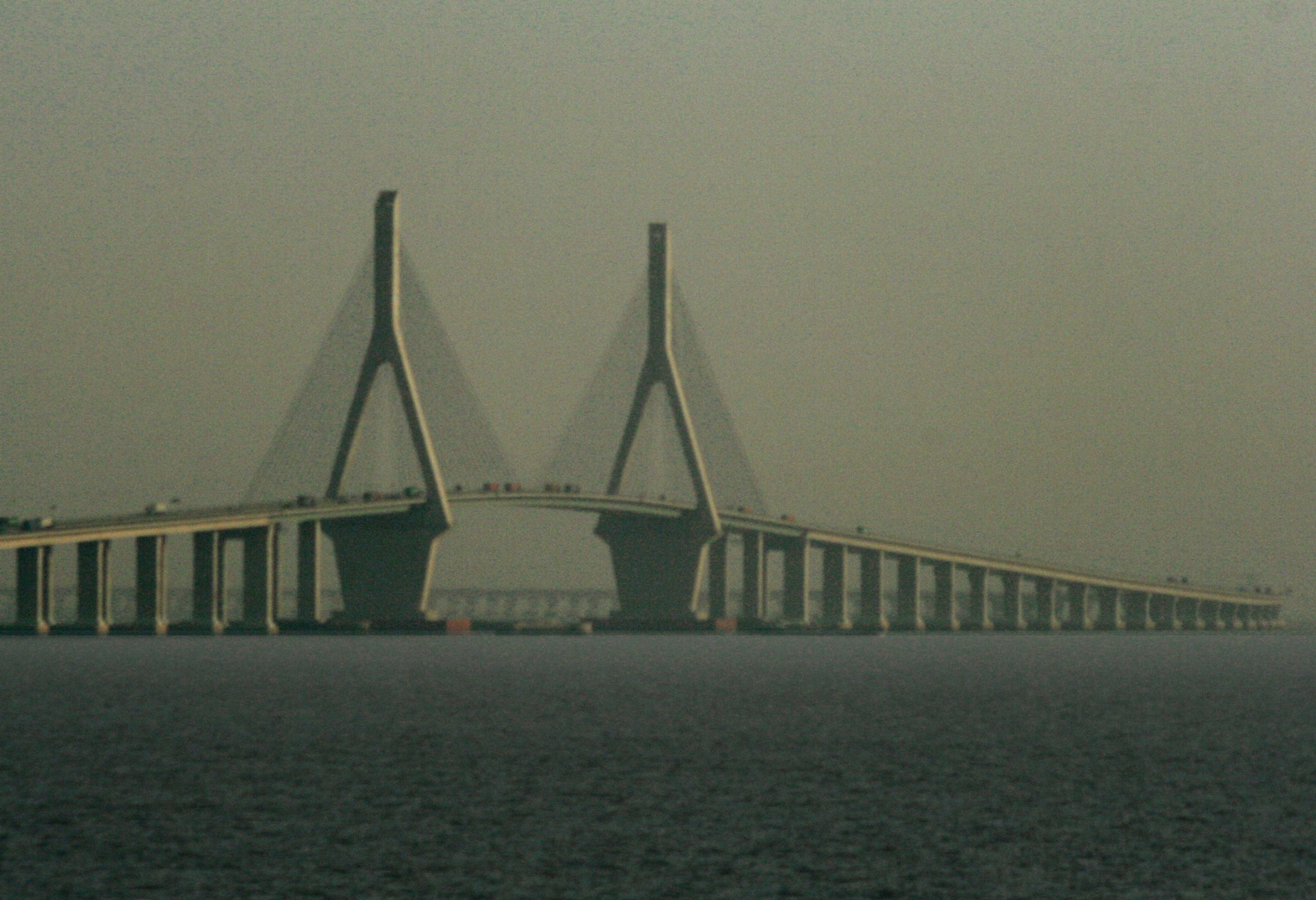
Campata principale del ponte di Donghai